# Evodinus clathratus
Evodinus clathratus är en skalbaggsart som först beskrevs av Fabricius 1793.  Evodinus clathratus ingår i släktet Evodinus och familjen långhorningar.
Artens utbredningsområde är:
- Frankrike.
- Ukraina.

Inga underarter finns listade i Catalogue of Life.